# ǂHua jezik
ǂHua jezik (ǂHoa, ǂHoã, ǂHoan, ǂHua-Owani, ǀHû, ǀHua; ISO 639-3: huc), kojsanski jezik kojim još govori oko 200 ljudi (2004 R. Cook) na jugu pustinje Kalahari u Bocvani u distriktu Kweneng. Ima dva dijalekta ǂhua i sasi. S jezikom ǃxóõ [nmn] čini podskupinu hua.
Etnički pripadaju u južne Bušmane.

## Vanjske poveznice
- Ethnologue (14th)
- Ethnologue (15th)